# Joonas Tamm
Joonas Tamm, né le 2 février 1992 à Tallinn, est un footballeur international estonien. Il évolue au poste de défenseur central.

## Carrière

### En club
Formé au JK Tulevik Viljandi, il est prêté en 2009 à la Sampdoria de Gênes pour intégrer les équipes de jeunes, mais il n'y sera pas conservé.
Le 27 décembre 2010, il signe à l'IFK Norrköping où il ne jouera qu'un seul match avant d'être prêté à l'IF Sylvia, un club de 3e division suédoise. Il marque les esprits lors de son arrivée dans le club en inscrivant un but dès son premier match en tant que remplaçant, contre le Motala AIF FK.

### En sélection
Après plus de 20 sélections cumulées en équipes de jeunes, Joonas Taam honore sa première sélection avec l'équipe senior estonienne le 19 juin 2011 contre le Chili en étant aligné par le sélectionneur Tarmo Rüütli dès le début du match,.

## Palmarès
- Coupe d'Estonie : 2016
- Championnat d'Estonie : 2017